# الندوة الوطنية للترجمة
الندوة الوطنية للترجمة هي فعالية ثقافية تُقيمها الهيئة العامة السورية للكتاب في شهر تشرين الأول/أكتوبر من كل عام بمناسبة اليوم العالمي للترجمة، وذلك بالاشتراك مع مكتبة الأسد الوطنية، ومجمع اللغة العربية في دمشق، واتحاد الكتاب العرب، وجامعة دمشق، واتحاد الناشرين السوريين. يشارك في الندوة نخبة من المترجمين السوريين ذوي الخبرة بنقل المعارف والعلوم، والإنتاجات الأدبية من وإلى اللغة العربية ويقدمون على مدى يومين أبحاثهم العلمية.

## الندوة الوطنية للترجمة للعام 2024
تحدث الدّكتور غسان السّيد في محوره “التّرجمة وتاريخ الأديان”، قائلاً: “نحن نسبح في عالم من الرّموز التي تنتمي إلى العبادات القديمة من دون أن نعرف خلفياتها، والتي فسّرها الباحثون الأجانب الذين كشفوا عن مراحل التّطوّر البشري وعلاقة الإنسان بالظّاهرة الدّينية”.
وأشار الأستاذ حسام الدّين خضور بدوره إلى دور التّرجمة في المثاقفة من خلال اتّخاذ الأندلس أنموذجاً، وتحديداً مدرسة طليطلة للتّرجمة، وهي إحدى المؤسسات الثّقافية الأكثر أهمية في تاريخ العصور الوسطى، التي لعبت دوراً محوريّاً في نقل المعارف والعلوم من العالم العربي الإسلامي إلى أوروبا، وكانت مركزاً للتّرجمة متعددة الثّقافات، ومن المترجمين ذوي الشّهرة “جيراردو الكريموني” و”دومينغو غوديسالبو”.
وتطرق الأستاذ محمد نجدة شهيد إلى أسباب هيمنة اللغة الإنكليزية وتأثير هذه الهيمنة في المثاقفة بالقول : “كان الاستعمار البريطاني أحد الأسباب الرّئيسة لهيمنة اللغة الإنكليزية في العالم، وحرصتْ على فرض ثقافتها، ثمّ جاء ظهور الولايات المتحدة الأمريكية كقوّة سياسية كبرى في السّنوات التي أعقبت الحرب العالمية الثّانية، ليعزّز هذه الهيمنة إلى يومنا هذا، حتى بعد أن نيل الدّول استقلالها في جميع أنحاء العالم، سعت بريطانيا إلى تصدير الثّقافة الإنكليزية عبر اللغة، عن طريق إنشاء رابطة دول “الكومنولث” عام 1931، وهي رابطة ثقافيّة سياسية بامتياز، تضمّ كلّ الدّول التي استعمرتها في الماضي، وقدمت، ضمن أمور أُخرى، عرضاً بإلغاء الدّين العام على هذه الدّول مقابل ضمان حكوماتها حماية اللغة الإنكليزية وتفوّقها، كما ساهمت العولمة في هيمنة اللغة الإنكليزية التي تُلغي الخصوصية اللغوية والهويّة الثّقافية والشّخصية الحضارية للأمم، وتروّج لأسطورة الثّقافة العالمية الواحدة ودمج سكّان العالم في مجتمع عالمي واحد، أو قرية صغيرة، وتسعى عن قصد أو من دون قصد إلى محاولة إلغاء خصوصيات الثّقافات، كذلك ساهمت أشهر الجامعات الأوربية والأمريكية مثل “أوكسفورد” و”كامبريدج” في تعزيز هيمنة اللغة الإنكليزية، واليوم نجد للغة الإنكليزية قوّة تؤثّر في شكل ومضمون الثّقافات والمجتمعات على نطاق عالمي، وتعزز الهيمنة الغربية وتهمَّش وجهات النّظر غير الغربية، ما أدّى إلى إمبريالية ثقافيّة مرتبطة بهيمنة اللغة الإنكليزية”.
وينوّه شهيد بأنّ هيمنة اللغة الإنكليزية تواجه تحديات حقيقية، ويقول: “لكنّها ليست كافية فيما يبدو للحدّ من سطوتها، من صعود قوى عالمية أخرى كالصّين، وتحدّث المزيد من سكان العالم اللغة الصينية أو الإسبانية، والابتكارات التكنولوجية التي تعمل على تقليص الحواجز اللغوية، والجهود المبذولة للحفاظ على اللغات الوطنية وتعزيزها، وأنّماط الدّيمغرافية المتغيّرة، وتكنولوجيا التّرجمة المحُوسبة، وانتشار اللغات الهجينة كما في الهند وغيرها، ويبدو أنّ هذه الهيمنة آمنة في الوقت الحالي، ولا تَظَهر أي علامات على تراجع هيمنتها أو استبدالها بلغة مشتركة أخرى في أي وقت قريب، فهي، مثلها مثل بعض اللغات الأُخرى، تتغير باستمرار وتتكيف مع الاحتياجات الجديدة في عالم تحكمه العولمة”.
وأبدى الأستاذ شهيد تفاؤله بزوال هذه الهيمنة، بالقول: “في الأمد الأبعد، قد يحدث أي شيء، فالعالم يتغيرُ باستمرار، وقد تؤدي التّحديات التي تُواجه اللغة الإنكليزية، إلى زوال هذه الهيمنة بمرور الوقت، وإلى شروق مستقبل يشهد تعزيز التّعددية اللغوية بشكلٍ تصبح فيه اللغة الإنكليزية واحدة من لغات عدّة مهمة في أنحاء عالم يقوم على الاعتراف بحق الشّعوب في الحفاظ على ثراء تراثها اللغوي والثّقافي، وفي التّعايش في ضوء التّنوع والاختلاف والتّعددية والخصوصية الثّقافية.
وأشارت الأستاذة آلاء أبو زرار إلى أن “اللغة الإسبانية معبر لأيّ مقاربة يقوم بها الباحثون في المثاقفة اللغوية والتّاريخية بين الأندلس والوطن العربي، إذ استمرت اللغة الإسبانية في نقل ما استطاعت نقله من الإرث العلمي الذي تركته الحضارة العربيّة والإسلاميّة، كما لا تقتصر الكلمات المهاجرة من العربية إلى الإسبانية على الجانب الأدبيّ والدّينيّ، بل تطول جميع أوجه الحياة اليومية لدى الإسبان، وقد بان أثر المثاقفة العربية في التّرجمات الإسبانية وعلى الأدباء أنفسهم، ولعلّ أبرزهم الشّاعر والرّوائي الإسباني أنطونيو غالا الذي كتب “المخطوط القرمزي” عن سيرة آخر ملوك الأندلس، وأعمال أدبية مثل “الزعفران” للأديب الإسباني خوسيه مانويل غارسيا”.
وبدوره تطرق الأستاذ مهند محاسنه في ورقته المعنونة “التّرجمة الأدبية.. رسول الثّقافة والوجدان” للأبعاد المختلفة للتّرجمة الأدبية وتأثيرها العميق في تشكيل الوعي، قائلاً : “تسهم التّرجمة الأدبية بشكلٍ كبيرٍ في توسيع آفاق المتلقي الثّقافية، وتفتح أمامه أبواباً جديدة على عالم من الأفكار والمفاهيم، وهي نافذة تسمح للمتلقي بالتعرّف على طرق تفكير وتعبير متنوّعة، مأخوذة عن ثقافات وشعوب العالم، كذلك تؤدّي دوراً مهماً في فهم التّكوين النّفسي والعاطفي لشعوب أخرى، فالأدب المترجم يتيح للقارئ استيعاب تجارب شعوب أخرى مع المشاعر الإنسانية المتنوّعة، وهذا النّوع من الفهم يُسهم في بناء روابط إنسانية أعمق عبر الثقافات”، وعن مَواطن التّأثير والتّأثّر التي تقود إلى أسمى حالات المثاقفة في التّرجمة الأدبيّة بين العرب والغرب تبيّن الأستاذة ثراء الرّومي أثر ترجمة كتاب “ألف ليلة وليلة” والمعلّقات السّبع في بعض المبدعين المبرّزين في الغرب قائلة: “لعلّ خير أنموذج لمن خاضوا في سِفر حكايات ألف ليلة وليلة الرّوائيّ “غابرييل غارسيا ماركيز” الذي يقرّ بفخر في مذكّراته أنّ هذا الكتاب هو ما صنع منه الأديب الذي هو عليه، في حين وجد المستشرق البريطانيّ “آربري” تشابهاً كبيراً بين مسرحيّة “عطيل”لـ”شكسبير” وقصّة “قمر الزّمان ومعشوقته” والتقاطع الكبير بين مسرحيّة “تاجر البندقيّة” وقصّة “مسرور التّاجر وزين المواصف”.
وتحدثت الدّكتورة ميسون علي أستاذة المسرح المعاصر في المعهد العالي للفنون المسرحية قائلةً: “لم يتقوقع المسرح العربي على نفسه، بل حاول في إطار المثاقفة وعبر حركة التّرجمة التّفاعل مع الثقافات الأخرى والنّهل منها، ولم ينقطع الحوار بينه وبين المسرح الغربي منذ نشأته لدى الإغريق في القرن الخامس قبل الميلاد، لذلك أدرك الرّواد ضرورة الاستفادة من المسرح الأوربي، مع الوعي بأنّ نسخ المسرح الأوربي عقيم، لذلك لجأوا إلى استخدام وسائل عدّة لحلّ هذه الإشكالية، منها التّرجمة وتقديم هذه الأعمال، وبشكلٍ رئيس “شكسبير” و”موليير”، والقيام بتعريبها أحياناً، أمّا البداية الحقيقية لترجمة المسرح في بلادنا شكّل أول فعل مثاقفة كان بعد الحرب العالمية الأولى (1914-1918) عندما بدأت تنشط حركة التّرجمة والمثاقفة، وكانت تحديداً عن الفرنسية والإنكليزية، أما التّرجمة عن اللغة الرّوسية فيمكن القول توثيقياً إنّنا لم نعرف عن المسرح الرّوسي نصوصاً عن اللغة الروسية، بل عرفناها من خلال اللغتين الفرنسية والإنكليزية، إذ كانتا القناتين الفعليتين لوصول المسرح الرّوسي إلى البلاد العربية، مع الإشارة إلى ضرورة تحديد معنى المثاقفة التي فتحت الباب أمام تطوّر المسرح العربي منذ بدايات القرن العشرين، حيث المثاقفة كما نراها يجب أن تقترن بوعي تاريخي بما يحصل اليوم، وأن تكون بحثاً إنسانياً لا يلغي التاريخ ولا المجتمع ولا الآخر بل يستفيد من وجود هذا الآخر للإغناء”.
وفي أثر التّرجمةِ في صناعةِ الرّأي العام، أشارت الدّكتورة أماني العيد إلى أن “للمترجمين دورٌ في اختيارِ مواضيع تُسهمُ في محاربةِ التمييز القائمِ على الجندر أو النّوع الاجتماعي، وتفعيلِ الرّأي والرّأي الآخر، وتقريبِ الحضارات والثّقافات، بدلاً من شيطنةِ الآخر المختلف، وتتسعُ وتتشعبُ موضوعاتها بتطوّرِ المجتمعاتِ وانفتاحها ورغبتها في التعرّف على هذا المكوّن الحضاري المختلف بغية خلقِ بيئةٍ ثقافيةٍ تفاعليةٍ متنوعةٍ تنظرُ إلى الآخر بعينِ الاكتشاف والاستكشاف والفضول وحُبّ المعرفة”.
ومن تجربتها الخاصّة، تحدّثت الدّكتورة عبير حمّود عن تأثير التّرجمة في الرّأي العام، فتقول: “سأتوقّف سريعاً مع تجربتي في الكتب التي قمت بترجمتها، مثلاً كتاب “أمراض وسائل التّواصل الحديثة” من أجل مخاطبة الرّأي العام والتّأثير فيه، رأيت من الأفضل تغيير كلمة “Malades” التي تعني “مرضى” في الفرنسية إلى “أمراض”؛ لكي لا يستفز المتلقي من أنّ العنوان يتوجّه إليه بصفته مريضاً، أمّا كلمة “أمراض” فإنّها تحذّره من هذه الوسائل التي قد تصبح مرضاً يصيبه”. وتُعدّ التّرجمة وسيلة فعّالة للتّواصل والتّفاهم بين الشّعوب، ومن خلالها تُنقل المعرفة والثّقافة من لغة إلى أخرى، تقول الأستاذة رهف الخطيب إنّ “اللغة هي الجسر المتين الذي يحتفظ بالتّراث الثّقافي وتنقله من جيل إلى آخر، واللغة والثقافة جزء لا يتجزأ تنشأ وترعرع في وقت واحد، وهذا ما تجسّده قوّة العلاقة بينهما وترابطهما المتين من خلال عملية التّرجمة التي يتمّ من خلالها نقل المعرفة والثّقافة من لغة إلى أخرى، ما يسهّل فهم واستيعاب اللغة الهدف وزيادة التفاعل بين الثقافات المختلفة”.

## الندوة الوطنية للترجمة للعام 2023
قرأت في مستهل الندوة المترجمة كاتبة وجيه كاتبة رسالة المترجمين السوريين في اليوم العالمي للترجمة، مبينة أن الترجمة هي اعتراف بالآخر وبناء جسور سلام وتعاون كما أنها نافذة فكرية ومدخل حضاري يضمن لهويتنا القومية المزيد من التواصل مع الآخر، وأنها من أهم وسائل الانتقال الفكري والمعرفي بين شعوب العالم. ولفتت كاتبة إلى أن اليوم العالمي للترجمة يعد فرصة للتنويه بعمل المترجمين الذين يعيشون بين المعاني والمفردات، لينقلوا للعالم أدباً وعلماً وفكراً وفناً، ويمضون قدماً في مواكبة الانفتاح على الحضارات والثقافات الأخرى ويقطفون ثمرة الإنجازات والإسهامات الأدبية والثقافية، موضحة أن الاتحاد الأوروبي الدولي للترجمة حدد شعار اليوم العالمي للترجمة لهذا العام بـ “عالم بلا حدود”.
ولفت المدير العام للهيئة العامة السورية للكتاب الدكتور نايف الياسين إلى أن الترجمة كانت محفزاً على التبادل الفكري والأدبي والانخراط المعمق مع تقاليد فكرية وأدبية متنوعة، مبيناً أن الترجمة تقوم بدور حيوي في إغناء الأدب العربي، من خلال اطلاع المشتغلين فيه على أنواع وأساليب أدبية وتقنيات سردية جديدة تلهمهم بتجريب مقاربات مبتكرة. وأوضح الياسين أن هيئة الكتاب تولي الترجمة اهتماما كبيرا ضمن الإمكانات المادية والبشرية المتاحة، حيث تحرص من خلال الخطة الوطنية للترجمة على اختيار الكتب المتميزة التي تتناول أحدث الاتجاهات الفكرية والأدبية المعاصرة لتنقلها إلى القارئ العربي.
وفي الجلسة الأولى التي أدارها الدكتور فؤاد الخوري استعرض الدكتور غسان السيد في محوره “الترجمة والنقد العربي الحديث.. تلقي المنهج النفسي أنموذجاً” أهم التحديات التي واجهها النقد العربي الحديث، منها إعادة تفسير النصوص العربية القديمة في ضوء المعارف الحديثة، إضافة إلى تأثر الحركة الشعرية العربية الحديثة بنظيرتها الغربية، ما أدى إلى إبداع أشكال شعرية لم تكن موجودة في الشعر العربي القديم، ودخول أجناس أدبية جديدة إلى الأدب العربي، كالقصة والرواية والمسرح وغيرها.
وتحدث الدكتور عقيل محفوض في محوره “سياسات الترجمة.. أي محددات وأي أفق” عن حكايات حول الترجمة في عصر الأزمات، إضافة إلى تسليط الضوء على معنى سياسات الترجمة ومحدداتها اللغوية والإبداعية والمهنية والبيئة الثقافية.
وأشارت الدكتورة زبيدة القاضي في محورها الذي جاء بعنوان “دور الترجمة في انتشار المذاهب النقدية” إلى أهمية تكثيف الأعمال المترجمة في مجال النقد الأدبي، لمواكبة المذاهب النقدية الحديثة ومضاعفة جهود المترجمين، من أجل حل إشكالية ترجمة المصطلح النقدي وتوحيده بين الدول العربية.
واستعرض عميد كلية الآداب ورئيس قسم اللغة الانكليزية بجامعة قاسيون الخاصة الدكتور عدنان عزوز في محوره “الترجمة جسر تغيير المجتمع.. رفاعة الطهطاوي أنموذجاً” الجهود التي بذلها المترجمون الأوائل، وخاصة في عصر النهضة العربية، وتحدث عن رفاعة الطهطاوي الذي أُوفد إلى فرنسا، وقام بترجمة الإرث الفرنسي في ذلك الحين من قوانين وروايات وأدب ونقله إلى العالم العربي.
وأكد رئيس تحرير مجلة جسور ثقافية حسام الدّين خضّور في محور “الترجمة التفاعلية” أن الترجمة تؤثر في كل مجالات الحياة وباللغة التي تُنقل إليها، وبالتالي نشأ لدينا منذ أن ترجمنا الآداب الأخرى، الرواية القصيرة والمسرحية والدراما والشعر الحديث وكل جديد في آدابنا، ولقد استوعبنا هذه العملية وصار الأدب العربي موازياً لآداب الشعوب الأخرى.
أما الكاتب والناقد المسرحي جوان جان، فاستعرض في محوره “قبسات من حركة الترجمة في المسرح السوري” الأعمال المسرحية المترجمة خلال المئة والخمسين عاماً الماضية.
وتناولت الكاتبة والمترجمة آلاء أبو زرار في محورها “أثر الترجمة على الفكر” الآثار الإيجابية والسلبية للترجمة على الفكر العربي، وعلى الوعي الجمعي في الوطن العربي عموماً، مستعرضة أمثلة لأعمال مترجمة كان لها أثر في الفكر العربي.
وركّز الدكتور منتجب صقر على “دور المترجم الأدبي في إحياء حركة الآداب”، وبيّن دور المترجم المسرحي، وخصوصاً المشتغل في الأعمال المسرحية المعاصرة، وسلّط الضوء على كل ما من شأنه إجراء عملية حراك مسرح.
واستعرضت الدكتورة ميسون علي أستاذة المسرح الحديث والمعاصر في المعهد العالي للفنون المسرحية “دور الترجمة في إثراء وتطور المسرح”، مبينة بداية مسألة ترجمة المصطلحات المسرحية ودخولها إلى الثقافة المسرحية العربية، ثم تطرقت إلى موضوع ترجمة النصوص والدراسات والمناهج المسرحية الأجنبية، ودور وزارة الثقافة والهيئة العامة للكتاب في ذلك، وأشارت أيضاً إلى قضية “الترجمة بتصرف” أي “دراماتورجيا” العرض المسرحي.
ولفتت الدكتورة ريم شامية الأستاذة المساعدة في قسم اللغة الفرنسية في جامعة حلب في محورها “الترجمة المسرحية وإشكالية تأصيل المسرح العربي” إلى قضية النصوص المترجمة وعلاقتها بالإبداع وبهوية المسرح، والتي انتهت إلى أنهما يأتيان من الكاتب المسرحي نفسه، وكيف يرى ويبدع مسرحه حتى ولو تأثر ببعض الترجمات سابقاً.
وتحدثت المترجمة ومدرّسة اللغة الإنكليزية لغير المختصين في جامعة تشرين ثراء رومي في محورها “الرواية العربية على عتبات الترجمة” عن تطور مراحل الرواية العربية، وتناولت رواية “كافكا في طنجة” للكاتب محمد سعيد أحجيوج أنموذجاً، لتستعرض الملامح التجريبية في رواية ما بعد الحداثة.

## الندوة الوطنية للترجمة للعام 2022
رأى الدكتور نايف الياسين المدير العام لهيئة الكتاب أن مفهومي الإبداع والترجمة ليسا مفهومين بسيطين، إذ يكتنف العلاقة بينهما ما يُسمى “بالتوتر الحميم”. وتابع: “إن أكثر المشكلات المتصلة بترجمة الأعمال الإبداعية تعقيداً تتجلى في ترجمة الشعر. إذ ثمة قدر كبير من التوافق على أن ترجمة الشعر مهمة في غاية الصعوبة والنجاح فيها محدود… فكثيرون من قرّاء الشعر يفسرونه بطرق مختلفة تعتمد على ذائقتهم الجمالية، وثقافتهم الأدبية وعوامل أخرى كثيرة، مما يخلق أسئلة تتفاوت إجاباتها جداً، لتبقى المسألة دون حسم”. ويستعرض الياسين تالياً بعض مقولات لكتّاب مرموقين تظهر تباين الآراء، وتوضح أن علاقة الترجمة بالإبداع علاقة وثيقة، لكنها كانت، وربما ستبقى حافلة بالمشكلات، وهذا ليس أمراً سيئاً بالضرورة. ليختتم كلمته بالتأكيد على أن الهيئة العامة السورية للكتاب تولي الترجمة، بشكل عام، وترجمة الأعمال الإبداعية، بشكل خاص، اهتماماً كبيراً؛ داعياً جميع المترجمين السوريين المتميزين إلى المساهمة مع هيئة الكتاب في إثراء النشاط الترجمي في سورية.
بدورها بيّنت السيدة وزيرة الثقافة الدكتورة لبانة مشوّح في كلمتها: “إن هذه الندوة الوطنية للترجمة التي تُعقد كل عام احتفاءً باليوم العالمي للترجمة بوصفها فعلاً إنسانياً ترك ولا يزال بصمة لا تُمحى على مسار التطور الفكري والمعرفي، هي مناسبة تُنتهز للتمعن في الترجمة، ومختلف قضاياها بما يعيننا، أفراداً ومؤسسات، على تقييم أدائنا، ومدى إيفائنا جميعاً بأعباء ومتطلبات هذه المسؤولية”. وتابعت مسلّطة الضوء على عنوان ندوة هذا العام الذي تناول موضوع الترجمة بين التقليد والإبداع، حيث أشارت إلى نقض الدراسات اللسانية واللغوية الحديثة لمقولة: “إن الترجمة جهد إنساني مرتبط بمهارات يدوية أكثر منها بالعمل الذهني”، وأوضحت النظريات التي وضعت للترجمة، فأدخلتها بذلك في مجال العلم، دون أن تنفي عنها سمتها الفنية؛ فالفن والإبداع صنوان متلازمان. وطرحت في ختام كلمتها جملة من التساؤلات التي تستهدف الترجمة الإبداعية، على أمل أن يتوصل المشاركون في هذه الندوة إلى إجابات شافية عنها، لما لذلك من أثر في تطوير المنتج الترجمي أولاً، وتذليل الصعوبات التي تحول دون ذلك على الصُعد كافة.
افتتحت الجلسة الأولى التي أدارها الدكتور نايف الياسين أوراق عملها بورقة قدمها د. ثائر زين الدين تناولت موضوع ترجمة الشعر والإبداع فيها، حيث بيّن: “إن موضوعة ترجمة الشعر، كانت ولا تزال تشغل مساحة ليست صغيرة، وهي أحد أكثر الموضوعات سجالاً في الماضي والحاضر”. ليستعرض تالياً جملة من الآراء التي استهدفت هذا الموضوع، حيث أكّد بعضها أن الشعر لا يترجم من لغة إلى أخرى، في حين أن البعض الآخر رأى أن على المترجم الذي يتصدى لترجمة الشعر أن يكون شاعراً مجيداً في لغته ليعوض الروح التي كان يحملها النص الأصلي في لغته، وفُقدت عند النقل. وليوضح في ختام كلامه أن تعدد الآراء واختلافها حول مسألة ترجمة الشعر لم تقف في يوم عائقاً أمام ترجمة الأعمال الإبداعية، وهنا تنجلي مسألة الاختيار الصحيح للأعمال الجديرة بالترجمة، وجودة الترجمة التي تلعب دوراً حاسماً في استقبال المتلقي للعمل المترجم.
وتوقّف د. باسل المسالمة عند موضوع الحذف والزيادة في الترجمة الإبداعية مشيراً إلى أن من يتصدى إلى ترجمة الأعمال الإبداعية يجب ألا يتعامل مع التراكيب والمفردات فحسب، بل أن يتوغل في المعاني ويستقرئ الرموز والصور. وأضاف: “إن الحذف والزيادة هما إستراتيجيتان تهدفان إلى تحسين النص المترجم وتخليصه من الغموض الذي يكتنفه نتيجة الاختلافات الفكرية والثقافية بين اللغتين… وهما إستراتيجيتان مهمتان للوصول إلى ترجمة متميزة، ولا يلجأ المترجم إليهما كما يحلو له، بل ثمة أسباب تستدعي ذلك؛ فإذا كانت مهمة الحذف الاقتضاب، فإن جوهر الإضافة هو التوسع”.
واستهدفت ورقة عمل د. زبيدة القاضي التي حملت عنوان (الترجمة الأدبية بين الحرفية والإبداع) توضيح أهمية الترجمة الأدبية والعقبات التي تمر بها، كما عرضت بعض أساليب الترجمة، وميّزت بين الترجمة الحرفية التي تقيد النص، والترجمة الإبداعية التي لا تعكس محتواه فحسب، بل تعكس روحه وثقافته.
أما الأستاذ هيثم الحافظ فقد تحدث عن الترجمة الإبداعية وأثرها في صناعة النشر، وتناول دورها في تمهيد الطريق أمام الناشرين والقرّاء على حد سواء لمواصلة الاطلاع على المحتوى الإبداعي الصادر في مختلف لغات العالم، مشيراً في هذا الصدد إلى قضية مهمة تتمحور حول ضرورة الحصول على إذن بالترجمة من الكاتب الأصلي أو الناشر حفظاً لحقوق الملكية الفكرية. وركّزت ورقة عمل د. عمر شيخ الشباب على الجماليات اللغوية في ترجمة الشعر، كما قرأ ورقة عمل د. منذر العبسي، وأ. لينا داووديان التي تناولت موضوعة الإبداع عند كوليريدج، وترجمة الشأن الخاص والعام.
وقدم د. فؤاد الخوري ورقة عمل حملت عنوان (الترجمة الآلية وإشكالية الإبداع) بيّن خلالها كيف يمكن للحاسوب المساعدة في الترجمة، وما هي فائدة الترجمة الآلية، وهل ثمة إبداع عند استخدامها.
في حين تناولت المداخلة التي قدمها د. عدنان عزوز مزايا النصوص المنتَجة بالترجمة الآلية مقارنة بالترجمة البشرية، حيث استعرض بداية كيفية عمل الترجمة الآلية، وقدم مثالاً على ذلك (ترجمة غوغل)، لا سيما وأنها واحدة من الترجمات الآلية التي تطورت منذ نشأتها، وباتت تعتمد على ما يِسمى بالذكاء الصناعي عبر خلق بنك بيانات، وأخذ السياق بعين الاعتبار عند الترجمة فاستدركت بذلك المشكلات التي عانى منها المسخدمون سابقاً. وتابع عزوز: “غير أنه على الرغم من التطور الذي شهدته الترجمة الآلية، وما امتازت به من فوائد إلا أنه ينبغي عند اللجوء إليها مراعاة عدد من المحاذير، ولا سيما عند ترجمة بعض النصوص الفكرية أو الدينية، إضافة إلى ضرورة التنبه إلى أن هذه الترجمة، وإن بلغت من التطور حداً بعيداً، إلا أنها تبقى قاصرة عن إدراك جماليات النصوص الإبداعية التي يتلمسها المترجمون البشريون.”
من جانبه تحدث أ. حسام الدين خضور في ورقة عمله عن الترجمة الإبداعية في عالم الأعمال إذ قدم بداية تعريفاً لبعض المصطلحات، وأوضح دور عالم الأعمال في توسيع رقعة الاهتمام بالترجمة حتى غدت حاجة مجتمعية، كما أنه استعرض الفروق بين الترجمة والترجمة الإبداعية التي تُعدّ أعلى كلفة من الترجمة العادية، وتنتج رسالة جديدة، إلى جانب أنها عمل تسويقي.
أما أ. آلاء أبو زرار فقد فندت في ورقة عملها مستويات المقارنة بين ترجمتين، وتحدثت عن إشكاليات وفوائد تعدد الترجمات للعمل نفسه، واتخذت من ترجمتي منير بعلبكي وزياد العودة لرائعة فيكتور هوغو (البؤساء) أنموذجاً لذلك. بدوره تناول د. ممدوح أبو الوي موضوعة الترجمة عن لغة وسيطة مستعرضاً المشكلات التي قد يقع فيها المترجمون عندما يلجؤون إلى هذه الترجمة وتأثير ذلك على النص الإبداعي المترجم.
وتحدثت د. ميسون علي بالحديث عن الترجمة كعمل إبداعي، واتخذت مثالاً على ذلك ترجمة المسرح المعاصر، حيث رأت أن ترجمة هذا الشكل المسرحي يجب أن تراعى في أولوياتها تقديمه على الخشبة. وعليه ينبغي على المترجم الذي يتصدى لترجمته أن يكون مُلماً بلغة النص المسرحي وروحه ومرجعياته الفكرية.
وسلطت د. ريم شامية في ورقة عملها الضوء على علاقة الثقافة بالترجمة، ومن ثم ترجمة النص الأدبي، ولا سيما في الثقافة الفرنكوفونية. وأجرت أ. ثراء الرومي مقارنة لواقع ترجمة الشعر على أكثر من صعيد، وهل يعد نقل القصيدة المترجمة بشعر وأوزان أجنبية إلى قصيدة مشابهة بشعر وأوزان لغة الضاد تجديداً أم تقليداً، لترى في الختام أن قضية ترجمة الشعر تبقى أمراً شائكاً وجدلياً، لكنها رسالة تحمل ثقافة وحضارة وينبغي على حاملها أن يكون أميناً كي يحافظ على ما أمكن من ملامحها.

## الندوة الوطنية للترجمة للعام 2021
افتتحت الجلسة الأولى أوراق عملها بورقة قدمها د. ثائر زين الدين المدير العام للهيئة العامة السورية للكتاب، التي قرأها نيابةً عنه د. غسان السيد مدير التأليف في الهيئة. تناول فيها زين الدين الحديث عن تجربة وزارة الثقافة في الترجمة. بدأها بالدور المهم الذي لعبه العرب ذات يوم في مجال ترجمة علوم وآداب ومعارف الحضارات الأخرى، وصولاً إلى الصورة الحالية التي تفاجئ من يطالعها، إذ بيّن أن: “تقرير التنميّة البشريّة لعام 2003 أشار إلى حالة الركود في الترجمةِ إلى العربية، وأكد أن ترجمات العرب لم تكن عام 1970 تتجاوز /175/ عنواناً في السنة وبلغت على مشارف القرن الحالي /330/ عنواناً، وهذا الرقم لا يتعدّى ربعَ ما تترجمُه دولة صغيرة كاليونان”. وتابع تجربة وزارة الثقافة السورية في ميدان الترجمة قائلاً: “إن الوزارة بدفعٍ من الأستاذ أنطون مقدسي، والسيدة الوزيرة نجاح العطّار نشرت ترجمة 1400 كتاب ما بين عامي 1960 و 2004. كما أطلقت الهيئة العامة السوريّة للكتاب عام ٢٠١٧ المشروع الوطني للترجمة وشكّلت لجاناً مختصة لذلك تضع خطة طموح في كل عام”. وتمنى في هذا الصدد مؤازرة اتحاد الكتاب ودور النشر الخاصة وغيرها في دعم هذه الخطة، ورصد الموازنات اللازمة لها؛ عسى أن تكون حجر الأساس في نهضةٍ قادمةٍ تُذكّر بدار الحكمةِ زمن المأمون!.وأشار زين الدين في كلمته إلى إحصاء جديد قامت به الهيئة العامة السوريّة للكتاب، إذ بيّن تبعاً لهذا الإحصاء: “إن عدد الكتب المترجمة المنشورة من قبل وزارة الثقافة بما فيها الفترة التي أُحدثت فيها الهيئة العامة السورية للكتاب (2006 – 2021) قد بلغ حتى اللحظة 2046 كتاباً، يُضاف إليها ما تُرجِمَ للأطفال والفتيان في فترة عمل الهيئة وهو يبلغ 201 كتاباً وكُتيّباً، فيصبح المجموعُ 2247 كتاباً ويتابعُ المشروعُ الوطني للترجمة الذي أطلقتهُ هيئة الكتاب عام 2017 طرح الترجمات المهمّة من مختلف لغات العالم”. مؤكداً في ختام كلامه ضرورة القيام بإحصائيات دقيقة في هذا الميدان، وأن تضطلع جهات رسميّةٍ بالدرجة الأولى وخاصة بالدرجة الثانية بهذا الدور المهمّ.
وتوقّف د. وائل بركات في ورقته التي حملت عنوان (مقدمة الترجمة: عتبة إغواء ودليل عمل) عند بعض النماذج من كتب مترجمة صادرة عن وزارة الثقافة والهيئة العامة السورية للكتاب، عارضاً كيفية صياغة المقدمة وما تحويه من معلومات يريد الكاتب إيصالها إلى جمهوره قبل أن يبدأ القارئ بالولوج إلى النص المترجَم، وكأنها تشكل مدخلاً حيوياً لإشراك القارئ بفعل القراءة. كما حاول من خلال ورقة العمل هذه رصد هذا القلق في بعض مقدمات المترجمين، ليبيّن كيف يصوغون مقدماتهم وما الذي يريدونه منها، وما هي الآليات التي اتبعوها والصعوبات التي واجهوها، وطريقة تعاملهم مع المصطلحات التي استخدموها وغيرها، لما لذلك من أهميةٍ في توضيحِ أفكار العمل، وكشفِ الخبايا التي تحيط به.
بدوره عَنون د. جهاد بكفلوني ورقة عمله بـ (زهرات اتحادية من رياض الترجمة)، وتناول فيها حركة الترجمة في اتحاد الكتّاب العرب، إذ رأى أنها حركة مقبولة قياساً إلى الظروف التي تمرّ بها البلد. وتابع: “إن عناوين الكتب التي تُرجمت من اللغات الأجنبية إلى اللغة العربية خلال مسيرة الاتحاد التي تزيد عن ٥٠ عاماً، لا يزيد عن ١٠٠ عنوان، وهذا كم متواضع عموماً”. وتطرق في مداخلته كذلك إلى مجلة (آداب عالمية) التي يصدرها اتحاد الكتّاب العرب، والتي تُعنى بترجمة النصوص الأدبية، وبعض الموضوعات العلمية عن اللغات الحية كالإنكليزية، والفرنسية، والإيطالية، واللغات الأخرى إلى العربية، فضلاً عن جمعية الترجمة التي يحاول الاتحاد عبرها النهوض بالمنتسبين إليها من خلال معاملتهم معاملة الكتّاب
أما الأستاذ حسام الدين خضور فقد قدم ورقة عمل حملت عنوان (الترجمة في سورية: واقع، وآفاق) تحدث فيها عن أقسام الترجمة التي رأى أنها تُقسم إلى ترجمة غير مباشرة، وترجمة مباشرة التي تُقسم بدورها إلى ترجمة تحريرية، وترجمة شفوية، مُذكّراً في معرض حديثه عن واقع الترجمة الراهن أصحاب الشأن في الجامعات بضرورة وجود مجموعة أكبر من المترجمين عن اللغات: الصينية، واليابانية، والكورية، والهندية، والبرتغالية نظراً إلى عراقة ثقافة وآداب ومعارف هذه اللغات من جهة، والدور الفاعل الذي تلعبه دول هذه اللغات في الاقتصاد العالمي والسياسة الدولية في عالمنا الراهن من جهة ثانية. وموضحاً أن رسم آفاق المستقبل لهذه المهنة الإبداعية يقتضي إنشاء مؤسستين يفرضهما تطور الترجمة، وهما: إنشاء مركز وطني للترجمة على غرار المركز القومي للترجمة في جمهورية مصر العربية الشقيقة. وإنشاء كيان نقابي للترجمة يوفر الأساس القانوني لهذه المهنة التي لا يحميها قانون خاص بها.
وتحدث أيضاً د. باسل المسالمة عن الدور الذي تلعبه جامعة دمشق في تأهيل المترجمين، وإعداد الطلاب لتمكينهم من دخول سوق العمل بتطوير مهاراتهم، وتحديث طرائق وأساليب التدريس. كما قدم عدداً من التوصيات، في مقدمتها العمل على تدريس الترجمة في المراحل الدراسية الأولى، الأمر الذي يسهم في إعداد جيل مهتم بالترجمة، وتطوير المناهج التدريسية في الجامعات الخاصة والحكومية، وتطوير منهاج التعليم المفتوح، ومعايير القبول فيه.
بدوره استعرض د. فؤاد خوري مسيرة المعهد العالي للترجمة، والترجمة الفورية في خدمة المهنة والمجتمع. فتناول تاريخ إنشاء المعهد، وتخصصاته، والدرجات التي يمنحها، وما يقدمه لسوق العمل من جهة تأهيل المترجمين. ورأى في ختام ورقته ضرورة إنشاء مؤسسات تعليمية على غرار المعهد العالي للترجمة في المحافظات السورية الأخرى، واقتراح تأهيل المتخصصين من أصحاب درجات الماجستير والدكتوراه داخل سورية تفادياً لتسرب بعضهم عند إيفادهم إلى الدراسة في الخارج.
وقدمت د. زبيدة القاضي ورقة عمل عرضت خلالها مقومات الترجمة، ومعوقاتها، ومن ضمنها العلاقة مع الناشر. وتطرقت في حديثها إلى تجربة شخصية تعكس علاقة المترجم مع دور النشر الرسمية، والخاصة داخل سورية وخارجها، فبيّنت أن التعامل مع دور النشر الرسمية كالهيئة العامة السورية للكتاب هو أفضل للمترجم، لما يكتنف هذا التعامل من شفافية ووضوح. وأوصت في الختام بضرورة توافر مركز خاص بالترجمة ضمن الجامعات السورية يضع برامج خاصة بالترجمة بالتنسيق مع الطلاب. إضافة إلى إنشاء منصة إلكترونية خاصة بالمترجمين في البلاد العربية بالتعاون مع دور النشر العربية الأخرى.
وعدَّد د. عدنان عزوز صعوبات تدريس الترجمة في الجامعات الخاصة، ومن بين هذه الصعوبات: العراقيل المتمثلة في ضعف الطلاب في اللغة العربية، الأمر الذي يعوقهم عند العمل في الترجمة، إضافة إلى أهمية وجود نصوص تتناسب مع المستوى اللغوي للطلاب، والتدرج في صعوبة هذه النصوص وفقاً لتدرج مستواهم في الترجمة، فضلاً عن ضرورة توافر كبائن للترجمة الفورية، كما هو الحال في المعهد العالي للترجمة الفورية.
وتحدثت د. ميسون علي عن ترجمة المسرح في سورية بين الواقع والمأمول، وذلك عبر عرضها أهمية ترجمة المسرح لما له من دور في نقل ثقافة الشعوب، ومعرفة الآخر، مع الإشارة إلى ما قدمته المؤسسات الخاصة والعامة من جهود في ترجمته، وأشارت إلى إشكاليات هذه الترجمة. وأوصت في ختام كلامها بضرورة التنسيق بين المعهد العالي للفنون المسرحية والجامعات التي تُدرس المسرح لتلبية متطلبات العمليات التدريسية في هذه المؤسسات.
وناقش د. أحمد شعبان في ورقته أهمية مواكبة التطور الرقمي، إذ أوضح: “إننا ما زلنا حتى اليوم غير مواكبين لهذا التطور إلا في بعض الجوانب، التي تُعدّ في مجملها تجارب فردية ليس إلا”. كما بيّن أهمية تسليط وزارة الإعلام الضوء على المطبوعات العلمية والفكرية الصادرة عن الهيئة العامة السورية للكتاب، ودور النشر الخاصة لما يلعبه ذلك من دور في التعريف بالمنتج العلمي والفكري الوطني.
من جانبها عرضت أ. آلاء أبو زرار تجربتها الشخصية في الترجمة، وحاولت من خلال ذلك أن تكون هذه التجربة مرآة تعكس واقع الترجمة، وما يعانيه المترجمون من صعوبات، والمحفّزات التي دفعتهم إلى دخول سوق العمل.
أما أ. ثراء الرومي فقد تطرقت في ورقة عملها إلى واقع الترجمة في سورية، وشجونها في القطاعين والخاص، وأوصت بضرورة رفع تعرفة الترجمة للحفاظ على الموارد البشرية التي ينفق الوطن كثيراً على تأهيلها.
وفي الختام قدمت السيدة رائدة الصيّاح معاون المدير العام للهيئة العامة السورية للكتاب باسمها، وباسم المدير العام لهيئة الكتاب الشكر للمشاركين جميعهم على جهودهم المبذولة، وتمنت لهم دوام النجاح والإبداع، مؤكّدة حرص وزارة الثقافة – الهيئة العامة السورية للكتاب على متابعة تنفيذ التوصيات التي قدمها المشاركون في أوراق عملهم.

## الندوة الوطنية للترجمة للعام 2020
تحدث الدكتور ثائر زين الدين عن الأهمية الكبيرة التي تقع على عاتق الترجمة، والمسؤولية المناطة بالمترجمين. وقال: "أليست الترجمة – كما عبّر الدكتور جابر عصفور – وسيلة حاسمة في تعميق علاقات التواصل مع العالم المتقدم، وفي توسيع دوائر الحوار التي تؤدي إلى امتلاك مفردات العصر ولغاته، وتجسير الهوة الفاصلة بين المتقدم والمتخلف، والسبيل إلى فتح آفاق جديدة من وعود المستقبل الذي لا حد لإمكاناته، وعلامة الانتساب إلى الحضارة العالمية". وتابع زين الدين: "بأن الهيئة العامة السورية للكتاب، وانطلاقاً من مثل هذه الحقائق، وغيرها، عملت في السنوات الأخيرة على النهوض بواجبها في حقل الترجمة؛ وكان رائدها في ذلك جملة مبادئ أساسية منها: ألا تظل الترجمة نشاطاً فردياً عشوائياً، إلى جانب الاهتمام بالترجمة عن مختلف لغات العالم، والانحياز إلى كل ما يؤسس لأفكار التقدم والإنسانية والاعتراف بالآخر، إضافة إلى رفد النشر الورقي بالنشر الإلكتروني، ورفع تعرفة الترجمة التي يتقاضاها المترجم، ومساواة تعويض النشر الإلكتروني بالنشر الورقي".
وأعقب ذلك كلمة للدكتورة لبانة مشوح التي تطرقت إلى الحديث عن أهمية الترجمة ودورها في بناء الفكر الثقافي للمجتمعات، إذ أكّدت أن الترجمة ظاهرة سابقة لعملية النهضة الحضارية ومواكبة لها في آن معاً. وأشارت إلى أن المترجمين العرب حين ترجموا المعارف اليونانية، موضحةً أنهم لم يكونوا لها يوماً متلقين سلبيين أو ناظرين حياديين، بل تجلّت ترجمتهم للآثار اليونانية فعلاً حضارياً أنتج امتزاج الفكر اليوناني بالفكر العربي فأزهر تراثاً فكرياً علمياً عربياً شعّ على الإنسانية جمعاء.
وتابعت مشوّح بأن حركة تعريب العلوم ومصطلحاتها التي انطلقت، ولا تزال ناشطة في سورية موطن تعليم التعريب الأول، لم تهدأ منذ بداية القرن الماضي، وأثمرت آلاف المصطلحات لتكون عوناً للدارسين في استيعاب المفاهيم العلمية الحديثة، وأساساً لتطوير معارفهم والارتقاء بمداركهم والانتقال بهم من رتبة المتلقي إلى رتبة المنتج فمرتبة المبدع. وختمت كلامها بالإشارة إلى أن ندوة الترجمة في يومها العالمي أصبحت تقليداً جميلاً دأب فيه المترجمون السوريون على محاولة إيجاد إجابات مفيدة عن أسئلة ما تزال تبحث عن إجابات شافية، من مثل: “لمن نترجم؟ ماذا نترجم؟ كيف نترجم”.
وأشارت مشوّح إلى أن ترجمة المصطلحات الأجنبية بما تدل عليه من معان ومفاهيم دقيقة خاصة هي عادة درج العرب على اتباعها، مشيرةً إلى أنهم سلكوا في عملية الترجمة هذه منهجاً أوجزه العلّامة مصطفى الشهابي في أربع طرق رأى أنهم لم يخرجوا عنها، وهي: تحوير المعنى اللغوي القديم للكلمة العربية وتضمينها المفهوم العلمي الجديد، والاشتقاق، وترجمة كلمات أعجمية بمعانيها، والتعريب. ثم أردفت عبر عرض جملة من الشواهد والأمثلة أن عملية نقل المصطلح الأجنبي بالترجمة الدقيقة يقتضي تحري اللفظ العربي الأكثر توافقاً مع المعادل التصوري للمصطلح الأصل، مبينةً أن الأفضل هو مقابلة كل مصطلح أجنبي بكلمة واحدة كلما ما أمكن إلى ذلك سبيلاً.
بدوره عرض د. راتب سكر في مداخلته موضوع (مصطلح الأدب المقارن: نشأته الفرنسية وترجمته العربية)، ذاكراً أن ثمة أسباباً كثيرة ومتنوعة استدعت الخلاف المستمر حول هذا المصطلح، ومن أبرزها تعقد الحقل المعرفي الذي وضع له، واتساعه وتطوره المستمر. وموضحاً أن مصطلح الأدب المقارن ظهر في اللغة العربية في منتصف الثلاثينيات من القرن العشرين، وأن نقد الباحثين لمسيرة هذا الأدب عربياً حتى عام 1953 لم يقتصر على التشكيك بالدقة العلمية للمصطلح بل تجاوز ذلك إلى اتهامه بافتقاد الفهم المناسب لغاياته المعرفية.
من جانبه بحث أ. شاهر نصر في مداخلته (أهمية إغناء اللغة العربية بالمصطلحات، ودور مؤسسات اللغة والترجمة في توحيدها) وبيّن أن عملية انتقال الألفاظ من لغة إلى أخرى هي مسألة عالمية لا تدل على قصور اللغات ولكن تدل على تطورها، منوهاً في حديثه إلى جملة من الأمور التي ينبغي مراعاتها كي تؤتي الترجمة ثمارها، ومنها: تكامل عملية الترجمة مع عملية البحث العلمي والفكري، وبناء الدولة الحديثة مع ما ينسجم ولغة العصر، إلى جانب ترجمة نظريات العلوم والمعرفة، وتعميم عملية الترجمة المؤسساتية الجماعية، وتعزيز مبدأ التآلف في عمل المترجمين، والاستفادة من شبكة الإنترنت.
وختمت د. زبيدة القاضي فعاليات اليوم الأول من أيام ندوة الترجمة بتناولها موضوعة (ترجمة المصطلح وعلاقته بتلقي الخطاب النقدي) حيث عرضت في ورقتها إشكالية ترجمة المصطلح النقدي، وقسّمت بحثها إلى ثلاثة أقسام تناول الأول منها إشكالية ترجمة المصطلح النقدي وعلاقته بالمنهج ودوره في تلقي الخطاب النقدي، في حين تصدت في القسم الثاني للحديث عن نماذج لتجارب نقاد في استخدام المصطلح النقدي وتوظيفه في تجاربهم النقدية، واستعرضت في القسم الثالث والأخير من هذا المبحث تجربتها الخاصة في ترجمة المصطلح النقدي.

## الندوة الوطنية للترجمة للعام 2019
في محورها الذي حمل عنوان (إشكاليات في ترجمة أدب الطفل) أشارت د. ميسون علي إلى أن الترجمة الموجهة للأطفال ينبغي أن تكون ملائمة للشرائح كافة، وأن تراعي المنظور العربي للقيم التي تربى عليها الطفل. فأدب الأطفال عموماً هو فرصة تنعكس على ثقافة الطفل من أجل زيادة وعيه، ومساعدته على تنمية مداركه، والمترجم للطفل بشكل خاص قد يواجه صعوبات عدة منها صعوبة العثور على مصطلحات صحيحة تعينه في عملية الترجمة، أو فقر اطلاعه على الثقافة التي ينقل منها وإليها مما قد يسبب له مشكلات في هذه العملية .
من جانبه ميّز د. عدنان عزوز في محوره الذي حمل عنوان (ترجمة أدب الناشئة – الفروقات الثقافية وكيفية التعامل معها) ميّز بين نمطين من أنماط الترجمة، وهما: الترجمة الربحية التي تهدف إلى الربح السريع بغض النظر عن المضمون الأخلاقي والاجتماعي الذي ينبغي أخذه بعين الاعتبار في ترجمة أدب الطفل. والنمط الثاني هو الترجمة الاحترافية التي يتعامل فيها المترجم مع النص كوحدة متكاملة فنياً دون أن يهمل القيم الأخلاقية التي من الواجب زرعها في الطفل، والتي تتوافق مع قيم المجتمع وعاداته.
بدورها عرضت أ. آلاء أبو زرار في محورها الذي حمل عنوان (لماذا نترجم للطفل، وماذا نترجم له) مجموعة من المعايير التي من الواجب على المترجم أن يمتلكها كحسن اختيار النص، والأمانة في النقل، والتمكن من صياغة جملة سليمة في اللغة العربية، مبينة عبر مجموعة من التوصيات والمقترحات التي قدمتها في ختام بحثها ضرورة إضافة مادة ترجمة أدب الأطفال في المعهد العالي للترجمة، وأهمية تسليط الضوء إعلامياً على ما تقوم به مديرية ثقافة الطفل في وزارة الثقافة من نشاطات ومسابقات تهدف إلى تشجيع الأطفال، ووجوب استقطاب المزيد من المترجمين المهتمين بترجمة أدب الأطفال.
وفي محوره الذي حمل عنوان (تولستوي والأطفال) بيّن الأستاذ مالك صقور أن حكايات تولستوي وقصصه الموجهة إلى الأطفال كانت في معظمها بسيطة جداً لكن مغزاها كبير، وترمز إلى هدف مقصود. كما أنها كانت تربوية تعليمية، تعلّم الأطفال الرأفة بالحيوان، والنظافة، وتحض على المروءة والشجاعة والتسامح والكرم والتضحية بالنفس، وترفض الشر والأذى والكذب.
بدورها ركّزت أ. ناهد هاشم في محورها الذي حمل عنوان (دور الترجمة في ترسيخ قيم إنسانية مشتركة: أدب الأطفال مثلاً) على دور الترجمة في ترسيخ القيم الإنسانية المشتركة، وتطرقت إلى هذا الجانب من خلال الإضاءة على بعض مؤلفات وترجمات الكاتب المصري “كامل كيلاني” الذي يعتبر رائد أدب الأطفال في الوطن العربي.
الأستاذ حسام الدين خضور أضاء في محوره المعنون بـ (دور الترجمة في نشوء أدب الطفل في سورية) على جملة من التعريفات الخاصة بأدب الطفل في سورية والعالم العربي، كما أنه قدم لمحات عن أدب الطفل في سورية مبيناً أن كتّاب أدب الطفل ونقّاده في سورية عدّوا كتاب الباحث المصري أحمد نجيب (فن الكتابة للأطفال) مرجعاً مهماً استعانوا بما جاء فيه لكتابة نصوصهم القصصية، التي بقيت تتسم بالمباشرة والخطابية والسذاجة. عارضاً في ختام بحثه جملة من التوصيات التي رأى أنها تساهم في تعزيز أدب الأطفال في سورية كوضع دليل لهذا الأدب، وإنشاء محطة وطنية خاصة بالأطفال، وإطلاق مهرجان سنوي للطفل توزع فيه جوائز مثل: أفضل رواية طفلية، وأفضل مجموعة قصصية للأطفال، وأفضل رسوم للأطفال… وغيرها.
وتطرقت د. لميس العمر في محورها الذي حمل عنوان (شكسبير وأدب الأطفال) إلى الحديث عن المحاولات الحديثة لإعادة تأليف شكسبير والموجهة للأطفال، مظهرة أن تلك المحاولات قد طوعت المسرحيات الشكسبيرية بطريقة لا تخلو من الدعابة والطرفة مع التقديم لفصول المسرحيات بطريقة توضيحية لإماطة اللثام عن الظروف المحيطة بالأحداث والتخفيف من المبالغة في مشاهد القتل، وتلطيف الألفاظ والتعابير، وعدم وصف المشاهد العنيفة بشكل مباشر.
أما د. ورد حسن وسنا ربيع فقد عرضا في محورهما (توظيف نظريات الترجمة في تعريب أدب الطفل) مجموعة من النظريات كالنظرية الغائية، والنظرية الاستدلالية في الترجمة مع بيان أثر كل من هذه النظريات على ترجمة الأدب. وتحدث مدير دار الفكر الذي ناب عن الأستاذ هيثم الحافظ عن دَور دُور النشر في سورية في ميدان أدب الأطفال المؤلف والمترجم.